# Medon Berisha
Medon Berisha (ur. 21 października 2003 w Münsingen) – albańsko-kosowski piłkarz grający na pozycji pomocnika we włoskim klubie US Lecce oraz reprezentacji Albanii. Uczestnik Mistrzostw Europy 2024.